# Paraphryneta guttata
Paraphryneta guttata är en skalbaggsart som först beskrevs av Max Quedenfeldt 1888.  Paraphryneta guttata ingår i släktet Paraphryneta och familjen långhorningar.
Artens utbredningsområde är Kongo-Kinshasa. Inga underarter finns listade i Catalogue of Life.